# Episodi di Come vendere droga online (in fretta) (prima stagione)
La prima stagione della serie televisiva Come vendere droga online (in fretta), composta da 6 episodi, è stata interamente pubblicata sul servizio di video on demand Netflix il 31 maggio 2019 in tutti i territori in cui il servizio è disponibile.
| Nº | Titolo originale                                                  | Titolo italiano                                                     | Pubblicazione Germania | Pubblicazione Italia |
| -- | ----------------------------------------------------------------- | ------------------------------------------------------------------- | ---------------------- | -------------------- |
| 1  | Nerd Today, Boss Tomorrow                                         | Nerd oggi, boss domani                                              | 31 maggio 2019         | 31 maggio 2019       |
| 2  | Life's Not Fair, Get Used to It                                   | La vita è ingiusta, abituati                                        | 31 maggio 2019         | 31 maggio 2019       |
| 3  | Failure is Not an Option                                          | Il fallimento non è possibile                                       | 31 maggio 2019         | 31 maggio 2019       |
| 4  | If This is Reality, I'm Not Interested                            | Se questa è la realtà, non m'interessa                              | 31 maggio 2019         | 31 maggio 2019       |
| 5  | Score Big or Don't Score at All                                   | Rischia tutto o non rischiare affatto                               | 31 maggio 2019         | 31 maggio 2019       |
| 6  | If You Are the Smartest One in the Room, You're in the Wrong Room | Se sei il più intelligente nella stanza, sei nella stanza sbagliata | 31 maggio 2019         | 31 maggio 2019       |

## Nerd oggi, boss domani
- Titolo originale: Nerd Today, Boss Tomorrow
- Diretto da: Lars Montag
- Scritto da: Sebastian Colley, Philipp Käßbohrer e Stefan Titze

### Trama
Moritz Zimmerman, un emarginato del liceo, viene scaricato dalla sua ragazza Lisa Novak. Moritz scopre che Lisa ha provato l'ecstasy (una droga sintetica) durante il suo anno all'estero e ha apparentemente messo gli occhi sull'atleta della loro scuola Dan Riffert, Moritz chiede l'aiuto all'amico Lenny Sandler, un ragazzo in sedia a rotelle con un tumore terminale, per riconquistarla. Moritz trova lo spacciatore di Dan, Jakob "Buba" Otto e acquista l'intera scorta di ecstasy nella speranza che Dan non abbia niente da offrire a Lisa. Più tardi, Moritz fa un salto alla festa di Lisa per riconquistarla, solo per essere umiliato davanti a tutti da Dan. In debito con Buba e lasciato con un sacco pieno di ecstasy, Moritz ha intenzione di venderli online.

## La vita è ingiusta, abituati
- Titolo originale: Life's Not Fair, Get Used to It
- Diretto da: Lars Montag
- Scritto da: Sebastian Colley, Philipp Käßbohrer e Stefan Titze

### Trama
I genitori di Lisa trovano una pillola di ecstasy della festa della sera precedente e Lisa contatta Dan per aiutarla. Dato che Moritz ha ancora accesso al suo account Facebook, inizia a cancellare i messaggi di Dan (per dare l'illusione che Dan stia ignorando Lisa) e va al posto suo ad aiutarla. Moritz quindi riconfigura il mercato dei giochi suo e di Lenny, "MyTems", per vendere pillole di ecstasy sul dark web con il nome di "MyDrugs". Lenny all'inizio è riluttante perché stufo dei tentativi falliti di Moritz, ma viene conquistato e gli ordini iniziano a prendere posto. Dan viene interrogato dalla polizia sul suo possesso di ecstasy e gli viene chiesto di rivelare il suo spacciatore o di affrontare una sentenza.

## Il fallimento non è possibile
- Titolo originale: Failure is Not an Option
- Diretto da: Sebastian Colley, Philipp Käßbohrer e Stefan Titze
- Scritto da: Lars Montag

### Trama
Buba rintraccia Moritz e Lenny e chiede i soldi che Moritz gli deve. Venendo a conoscenza di MyDrugs, Buba chiede 10.000 euro dai profitti realizzati. Si scopre che mentre gli ordini sono alti, le recensioni per le pillole sono classificate come basse e Moritz accetta l'aiuto di un utente chiamato "PurpleRain". Nel tentativo di offrire le pillole a Lisa, Moritz viene rifiutato e viene rivelato che la sostanza contenuta nella fornitura di Buba è PMA, di cui Lenny fa esperienza in prima persona degli effetti collaterali. Dan interroga Lisa sul fatto che lei lo ignori, cosa che Lisa nega. Dan tenta di nuovo di mandare un messaggio, ma Lisa vede che Moritz li cancella e lo chiama attraverso l'interfono della scuola. Buba viene arrestato e posto in detenzione, e Moritz e Lenny ritirano il primo pacco da PurpleRain.

## Se questa è la realtà, non m'interessa
- Titolo originale: If This is Reality, I'm Not Interested
- Diretto da: Sebastian Colley, Philipp Käßbohrer e Stefan Titze
- Scritto da: Arne Feldhusen

### Trama
Questo episodio si concentra sui problemi emotivi che i personaggi devono affrontare. Le azioni di Moritz lo hanno portato a essere diffamato a scuola, bloccato da Lisa sui social media e sta iniziando a mettere a dura prova il suo rapporto con Lenny, entrambi stanno progettando di aprire MyDrugs sul web. Inoltre, Moritz viene contattato dal padre, agente di polizia, per aiutarli ad accedere al laptop di Buba. Poiché le informazioni sul laptop di Buba contengono collegamenti a Lenny e Moritz (che li incriminerebbe), Moritz cancella i contenuti, fingendo con la polizia che i contenuti sono stati persi. Lenny si occupa della possibilità che sua madre possa sostituirlo con un figlio adottivo quando muore, e Lisa e Dan affrontano i problemi relativi allo stress e allo stato sociale attraverso la terapia.

## Rischia tutto o non rischiare affatto
- Titolo originale: Score Big or Don't Score at All
- Diretto da: Sebastian Colley, Philipp Käßbohrer e Stefan Titze
- Scritto da: Arne Feldhusen

### Trama
MyDrugs cerca di andare in diretta sul web, Moritz e Lenny festeggiano, anche se solo con una cena formale. Moritz rivela a Lenny di aver sollecitato un accordo con il produttore GoodTimes a Rotterdam per aumentare la gamma di prodotti di MyDrugs, ma Lenny contrasta Moritz, dicendo che Moritz ha dimenticato la relazione che entrambi avevano ed è interessato solo agli affari. Stufo, Lenny lascia Moritz. Moritz accetta l'invito alla festa di compleanno della sua compagna di classe Gerda e vede Dan e Lisa baciarsi. Moritz lascia di cattivo umore e consente a MyDrugs di andare in diretta sul Web. Gerda va in overdose di ecstasy e Buba (ora fuori detenzione a causa della mancanza di prove contro di lui) individua Lenny.

## Se sei il più intelligente nella stanza, sei nella stanza sbagliata
- Titolo originale: If You Are the Smartest One in the Room, You're in the Wrong Room
- Diretto da: Sebastian Colley, Philipp Käßbohrer e Stefan Titze
- Scritto da: Arne Feldhusen

### Trama
Lenny è scomparso e Moritz tenta di contattarlo dopo aver scoperto l'overdose di Gerda. Arruola Dan per aiutare a trovare Lenny e lo localizza, catturato nella fattoria di Buba. Il salvataggio fallisce e tutti e tre vengono imprigionati da Buba. Mentre Buba tenta di uccidere uno dei tre, Lenny tira fuori un Liberator(pistola creata con una stampante 3D) nascosto e spara a Buba facendo cilecca, Buba prende il Liberator e per sbaglio si uccide. I tre decidono di mettere da parte le differenze e lavorare insieme su MyDrugs. MyDrugs sul clear web è un successo immediato, GoodTimes decide di inviare le pillole direttamente (manomettendo il velivolo con il quale PurpleRain effettuava le consegne e causandone la morte) e Lisa e Moritz fanno ammenda, con Lisa che dice a Dan che la loro relazione dovrebbe essere in "pausa".
I titoli di coda mostrano le versioni precedenti di Lisa e Lenny in dubbio sulla versione degli eventi di Moritz. Lenny inizia a raccontare cosa è successo dopo.